# Walter Klestadt
Walter Dagobert Klestadt (* 26. Februar 1883 in Bernburg; † 20. Januar 1985 in Fall River, Bristol County, Massachusetts) war ein deutschamerikanischer HNO-Arzt.

## Leben
Der aus Bernburg an der Saale gebürtige Walter Klestadt, Angehöriger der jüdischen Glaubensgemeinschaft, wandte sich nach dem Abitur dem Medizinstudium an der Ludwig-Maximilians-Universität München zu, welches er 1906 mit der Promotion zum Dr. med. abschloss. Nach daran anschließenden Assistenzarztjahren absolvierte er die Facharztausbildung zum HNO-Arzt.
Nachdem Klestadt am Ersten Weltkrieg auf deutscher Seite im Range eines Hauptmannes teilgenommen hatte, habilitierte er sich 1919 als Privatdozent für das Fach Ohren-. Nasen- und Kehlkopfheilkunde an der Universität Breslau. Der als Oberarzt an der Universitätsklinik für Ohren-. Nasen- und Kehlkopfkrankheiten eingesetzte Walter Klestadt erhielt 1922 die Dienstbezeichnung nichtbeamteter außerordentlicher Professor, 1935 wurde er zum ordentlichen Professor ernannt. Zusätzlich wirkte er in den Jahren 1930 bis 1933 als Direktor der HNO-Klinik am Städtischen Krankenhaus Magdeburg-Sudenburg und als Dozent an der Akademie für ärztliche Fortbildung und soziale Medizin in Magdeburg.
Nachdem Walter Klestadt 1938 wegen seiner jüdischen Herkunft aus dem Hochschuldienst entlassen worden war, emigrierte er in die USA. Er ließ sich in Fall River im Bundesstaat Massachusetts nieder, wo er eine HNO-Praxis eröffnete. 1945 wurde ihm die US-amerikanische Staatsbürgerschaft zugesprochen, 1951 wurde er offiziell emeritiert. Walter Klestadt verstarb im Januar 1985 einen Monat vor Vollendung seines 102. Lebensjahres in Fall River. Seine letzte Ruhestätte fand er auf dem Beech Grove Cemetery in Westport im Bundesstaat Massachusetts.
Der zum Mitglied der American Academy of Ophthalmology and Otolaryngology gewählte Klestadt trat insbesondere durch Beiträge betreffend sein Fachgebiet hervor. Nach ihm sind die Klestadt-Zysten, das sind fehlbildungsbedingte schleimgefüllte Zysten im harten Gaumen, benannt.

## Schriften
- Ueber cystische Tumoren im Bereiche des Infundibulum cerebri. Dissertation. Medizinische Fakultät Universität München. Kastner & Callwey, München 1906.
- Die Chirurgie der Nebenhöhlen der Nase. In: Payr, Erwin & Hermann Küttner (Hrsg.): Ergebnisse der Chirurgie und Orthopädie. Bd. 6. Springer, Berlin 1913, S. 138–238.
- Erfahrungen aus der Tätigkeit als Hals-, Nasen- und Ohrenarzt im Felde. Bergmann, München/Wiesbaden 1920.
- Ein vervollkommneter Lärmapparat. In: Archiv für Ohren-, Nasen- und Kehlkopfheilkunde. Volume 115, Issue 2. Deutsche Gesellschaft der Hals-, Nasen- und Ohrenärzte, Berlin 1926, S. 115–122.
- Lymphome der oberen Luftwege als wesentliches Symptom aleukämischer Leukämie. In: Deutsche Medizinische Wochenschrift. Volume 52, Issue 16. Thieme, Stuttgart, 1926, S. 659–660.
- Der Otogene Hirnabscess. In: Klinische Wochenschrift. Volume 6, Issue 8. Springer, Berlin 1927, S. 361–367.
- mit Richard Kayser: Anleitung zur Diagnose und Therapie der Kehlkopf-, Nasen- und Ohrenkrankheiten. 15.–16. neubearbeitete Auflage. Karger, Berlin 1928.
- Anwendung der Elektrizität in der Ohrenheilkunde. In: Heinrich Johannes Boruttau, Paul Krause, Ludwig Mann: Ergänzungsband zum Handbuch der gesamten medizinischen Anwendung der Elektrizität. Thieme, Leipzig, 1928, S. 411.
- Die Syphilis des Kehlkopfes und der Luftröhre. In: Handbuch der Haut- und Geschlechtskrankheiten. Band 16, Teil 2. Springer, Heidelberg/Berlin, 1931, S. 608–764.
- Vergleichende Betrachtung der akut-entzündlichen Komplikationen von Zahn- und Mandelerkrankungen. Verlags Anstalt, Berlin 1932.
- Symptomatologie der Erkrankungen des N. VIII einschließlich Leitung im Hirnstamm. In: Bielschowsky, A. et al. (Hrsg.): Hirnnerven Pupille. Handbuch der Neurologie, Bd. 4: Allgemeine Neurologie IV. Allgemeine Symptomatologie einschl. Untersuchungsmethoden II. Springer, Berlin, Heidelberg 1936, S. 359–662